# Ivan Šaponjić
Ivan Šaponjić (serbisch-kyrillisch Иван Шапоњић; * 2. August 1997 in Nova Varoš, BR Jugoslawien) ist ein serbischer Fußballspieler, der leihweise von Slovan Bratislava an Bandırmaspor verliehen ist.

## Verein

### Anfänge in Serbien
Šaponjić spielte für von Jugendmannschaften von FK Zlatar Nova Varoš und Sloboda Užice. 2013 wechselte er in die Jugendmannschaft von Partizan Belgrad. Am 30. November 2013 debütierte er mit 16 Jahren für die erste Mannschaft von Partizan Belgrad im Spiel gegen Spartak Subotica. Am 30. Mai 2014 unterzeichnete er bei Partizan seinen ersten Profivertrag. Sein erstes Tor für Partizan erzielte er am 8. April 2015 im Pokalspiel gegen Jagodina. Sein erstes Ligator erzielte er am 13. April 2015 gegen OFK Belgrad. In der Saison 2014/2015 gewann er mit Partizan die Serbische Meisterschaft. Am 12. Januar 2016 verließ er Partizan und unterzeichnete bei Benfica Lissabon einen Fünfeinhalbjahresvertrag. Durch einen Einsatz in der 1. Runde im Oktober 2015 wurde er nach seinem Weggang noch serbischen Pokalsieger.

### Zwischen Lissabon und Waregem
Am 12. Januar 2016 wechselte Šaponjić zu Benfica Lissabon, wo er im Kader der zweiten Mannschaft stand. Bis zum Ende der Saison 2015/16 kam er zu 19 Einsätzen (13-mal von Beginn) in der Segunda Liga, in denen er 5 Tore erzielte. In der Saison 2016/17 folgten 3 Tore in 21 Ligaeinsätzen (10-mal von Beginn). Zur Saison 2017/18 wechselte Šaponjić auf Leihbasis zum belgischen Erstligisten SV Zulte Waregem. Er kam in der regülaren Saison auf 21 Einsätze (7-mal in der Startelf) in der Pro League, in denen er 5 Tore erzielte. In den anschließenden Play-offs zur Europa League wurde Šaponjić 10-mal eingewechselt und konnte ein Tor erzielen. Zur Saison 2018/19 kehrte Šaponjić in die zweite Mannschaft von Benfica zurück und erzielte in 28 Ligaeinsätzen (17-mal in der Startelf) 6 Tore.

### Spanien und Slowakei
Zur Saison 2019/20 wechselte Šaponjić zum spanischen Erstligisten Atlético Madrid, bei dem er einen Vertrag mit einer Laufzeit bis zum 30. Juni 2022 unterschrieb. Im Januar 2021 wurde er für sechs Monate an den FC Cádiz verliehen. Nach seiner Rückkehr kam Šaponjić zu keinem weiteren Einsatz für Atlético und so wechselte er im Januar 2022 fest zum slowakischen Erstligisten Slovan Bratislava mit einer Vertragsdauer bis 2025. 

## Nationalmannschaft
Er spielte zwischen 2013 und 2019 insgesamt 39 Mal für diverse serbische Jugendauswahlen und erzielte dabei 20 Treffer. 2015 gewann er mit der U-20-Auswahl die Weltmeisterschaft in Neuseeland durch einen 2:1-Sieg nach Verlängerung im Finale gegen Brasilien.

## Erfolge

### Vereine
- Serbischer Meister: 2014/15
- Serbischer Pokalsieger: 2015/16
- Slowakischer Meister: 2021/22

### Nationalmannschaft
- U-20-Weltmeister: 2015